# Komenského most v Jaroměři
Komenského most v Jaroměři (okres Náchod) převádí přes Labe Komenského ulici, která vychází jižně z hlavního náměstí, a slouží pěšímu a cyklistickému provozu s povoleným vjezdem vozidel do 3,5 t. Celková délka mostu je 61,5 m a šířka mezi zábradlím 4,5 m. Slouží také k převedení vodovodu, rozvodů veřejného osvětlení a chrániček vysokého napětí. Koncepčně a architektonicky navazuje most na plánovanou revitalizaci náměstí, včetně obnovy dešťové kanalizace. Most byl realizován v letech 2013–2015 a v roce 2017 byl nominován na Českou cenu za architekturu, kterou uděluje Česká komora architektů. Autoři mostu jsou Mirko Baum, David Baroš a Vladimír Janata.
Konstrukce inspirovaná lidskou páteří je unikátní v rámci Česka, v Evropě podobnou lávku nalezneme pouze v italské obci Ortisei.

## Historie
Současný Komenského most v Jaroměři se nachází na místě původního mostu z roku 1886, který měl za úkol spojit historické centrum města s tehdy vznikající novou částí, které se říkalo „Na Ostrově“ s budovou školy Na Ostrově. Zajímavé bylo, že starý most měl různou výšku nábřežních opěr, tudíž byl veden v mírném spádu. Původní mostní konstrukce sloužila nečekaně dlouho, až do roku 2013, kdy rozvodněné Labe strhlo část původního mostu do řeky. Město následně chtělo most přes Labe obnovit, avšak v nové podobě, která by byla tak jako původní most architektonicky zdrženlivá a finančně nenáročná.

## Technické údaje

### Rozměry
Délka mostu je 61,5 m a vzdálenost mezi podporami 59,5 m. V příčném řezu je mostovka vodorovná. Konstrukční výška mostu uprostřed rozpětí je 4650 mm. Na levém břehu je niveleta o 900 mm výše než na břehu pravém. Výsledné sklony mostovky respektují předpisy pro pohyb osob s omezenou schopností pohybu a orientace.

### Koncepční a dispoziční návrh
S ohledem na podmínku, kterou byli autoři omezeni – zachování historických nábřežních opěr, byl na opěry položen most ve formě prostého nosníku. Dostačující výška nivelety převáděné komunikace nad hladinou stoleté vody umožnila návrh prostorové předpjaté konstrukce (vzpínadlového typu). Použitá páteřní rourová konstrukce s třemi předpjatými táhly, do kterých jsou pomocí třícípých příčníkových prvků přenášena vertikální a horizontální zatížení, má ve svém příčném řezu tvar rovnoramenného trojúhelníku. Struktura tak využívá princip tensegrity, tedy předpětí tažných prvků silou, která v nich zajišťuje síly tahové.
Síly vznikající v táhlech díky jejich předpětí a zatížení samotného mostu jsou přenášeny na obou koncích mostu přes koncové svařence do rourové páteřní konstrukce.

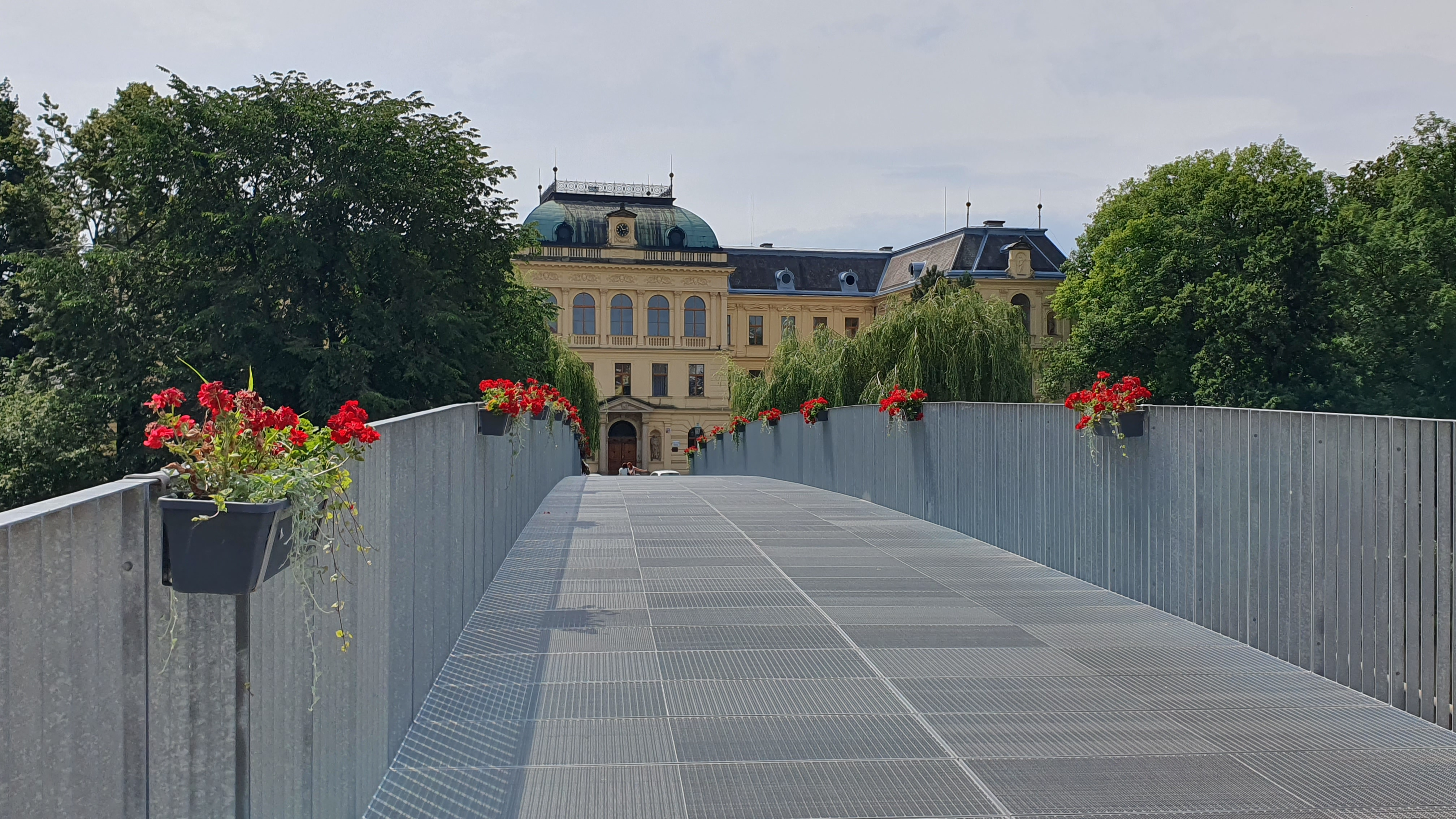
Komenského most s květinovou výzdobou, v pozadí základní škola Na Ostrově

#### Výroba a montáž

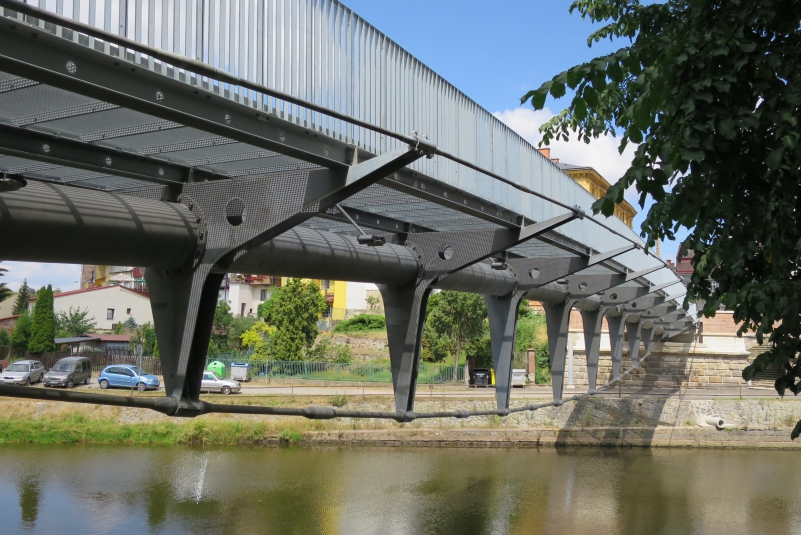
Komenského most přes Labe v Jaroměři

Všechny díly střední tlačené roury se všemi přírubami jsou identické, stejně tak jako podélníky a podlahové rošty se zábradlím, díky této unifikaci došlo k výraznému zjednodušení výroby jednotlivých prvků i samotné montáže. Veškeré prvky nosné i nenosné ocelové konstrukce byly rozměrově i řešením jednotlivých detailů zkonstruovány pro povrchovou ochranu žárovým zinkováním bez další povrchové úpravy. Nosná konstrukce mostu Komenského byla předmontována v dílně před samotným procesem zinkování. Předepnutí ocelové konstrukce proběhlo na provizorních podporách již na břehu Labe.
Předepnutí táhel zlepšilo několik vlastností konstrukce mostu: došlo k navýšení konstrukce, které kompenzuje průhyb od stálého zatížení a taktéž jednu třetinu zatížení nahodilého, horní táhla byla předepnuta na hodnoty zajišťující jejich tahové namáhání v každé zátěžové kombinaci.